# Jefim Piestun
Jefim Grigorjewicz Piestun (ros. Ефим Григорьевич Пестун, ur. 1889 w Mohylewie, zm. 1937) – radziecki działacz partyjny.

## Życiorys
Od 1904 członek Bundu, 1912 aresztowany, skazany na zesłanie, 19 marca 1917 zwolniony z zesłania. Od 1918 członek RKP(b), 1919 zastępca komisarza ds. aprowizacji guberni homelskiej, 1919-1920 przewodniczący homelskiej gubernialnej rady spółdzielni spożywczych. Od lipca 1920 przewodniczący homelskiego gubernialnego komitetu RKP(b), 1920 zastępca przewodniczącego homelskiego gubernialnego komitetu rewolucyjnego, od 1920 do czerwca 1921 sekretarz odpowiedzialny homelskiego gubernialnego komitetu RKP(b), od czerwca do listopada 1921 przewodniczący komitetu wykonawczego homelskiej rady gubernialnej. 1921-1922 pełnomocnik KC RKP(b) w Baszkirskiej ASRR, 1922-1923 przewodniczący dońskiej obwodowej rady związków zawodowych, od grudnia 1923 do czerwca 1925 sekretarz odpowiedzialny Jakuckiego Komitetu Obwodowego WKP(b), 1926-1929 kierownik Wydziału Agitacyjno-Propagandowego Gubernialnego Komitetu WKP(b) w Iwanowie-Wozniesieńsku, a 1929-1930 Iwanowskiego Przemysłowego Komitetu Obwodowego WKP(b). Od 1930 do września 1931 kierownik Wydziału Agitacji Masowej Iwanowskiego Przemysłowego Komitetu Obwodowego WKP(b), później sekretarz Środkowowołżańskiego Komitetu Obwodowego WKP(b), 1934-1937 szef wydziału politycznego sowchozu zbożowego "Gigant" w Kraju Północnokaukaskim.
1937 aresztowany, wkrótce zmarł.